# Desmodus draculae
Desmodus draculae (лат.) — вымерший вид летучих мышей из подсемейства вампировых семейства американских листоносых. Обитал в Центральной и Южной Америке в плейстоцене и, возможно, в раннем голоцене. Он был на 30 % крупнее своего ныне существующего и ближайшего родственника обыкновенного вампира (Desmodus rotundus). Окаменелости и неминерализованные субфоссилии этого вида были обнаружены в Аргентине, Мексике, Эквадоре, Бразилии, Венесуэле, Белизе и Боливии.
Большинство находок Desmodus draculae относятся к позднему плейстоцену, но некоторые — к голоцену. Клык представителя рода Desmodus был обнаружен в провинции Буэнос-Айрес в Аргентине в отложениях, датированных примерно 1650 годом; это ископаемое было предварительно отнесено к виду D. draculae.

## Таксономия и этимология
Первая окаменелость Desmodus draculae была обнаружена в Эль-Гуахаро в Венесуэле в 1965 году Омаром Х. Линаресом, которую он описал в 1968 году как возможный плейстоценовый вид рода Desmodus. Официальное и общепринятое описание вида было опубликовано в 1988 году, в нём были указаны череп и посткраниальный материал, собранные Линаресом, как типовой образец.
Авторы дали новому виду видовое название draculae, отметив, что «самый крупный из известных рукокрылых вампиров напоминает графа Дракулу, величайшего человеческого вампира из фольклора», и поместили его в род Desmodus.

## Описание
Это самая большая из известных когда-либо существовавших летучих мышей-вампиров. Длина черепа Desmodus draculae составляет 31,2 мм, а длина плечевой кости составляет приблизительно 51 мм, у ныне существующего обыкновенного вампира — 32,4—42,4 мм. Его череп был длинным и узким, а морда вздернута вверх. Его черепная коробка была 14,5—14,8 мм в ширину и 13,4—14,8 мм в высоту. Судя по размерам черепа, он мог иметь размах крыльев примерно 50 см и массу тела 60 г, если брать примерные пропорции тела современных рукокрылых.

## Биология
Некоторые исследователи предполагают, что Desmodus draculae охотились на представителей мегафауны, в то время как другие полагают, что они охотились на кавиаморфных грызунов. Другими потенциальными жертвами, доступными D. draculae, могли быть равнинная вискача, олени и верблюдовые.

## Ареал и среда обитания
Окаменелости Desmodus draculae были найдены в Мексике, Белизе, Венесуэле, Бразилии и Аргентине, всего в шести пещерах. Обнаружение окаменелостей этих летучих мышей-вампиров в Аргентине также представляет собой самую южную точку, где они были зарегистрированы, на 600 км, что, возможно, указывает на то, что в это время в этом регионе было как минимум на 2° C теплее. Хотя нет никаких окаменелостей, подтверждающих это, считается, что его ареал мог включать Эквадор, Французскую Гвиану и Гайану. Вид, вероятно, был широко распространен по всей Южной и Центральной Америке от Мексики до центральной Аргентины, шире чем современный обыкновенный вампир.

## Вымирание
Этот вид считается вымершим, поскольку были найдены только его кости и о нём не сообщалось в исследованиях. Однако предполагается, что его исчезновение произошло недавно с геологической точки зрения, поскольку некоторые из его обнаруженных останков ещё не окаменели. Время и причины его исчезновения в настоящее время неизвестны. Одна из гипотез его исчезновения предполагает, что он был очень специализирован на млекопитающих мегафауны в качестве добычи, они вымерли при вымирании четвертичного периода и Desmodus draculae не смог переключиться на более мелкую добычу. Устные сообщения о «крупных летучих мышах, нападающих на крупный рогатый скот и лошадей» в Бразилии, вероятно, являются преувеличением очевидцев в отношении видов летучих мышей, взаимодействующих с этими домашними животными.

## В культуре
Было высказано предположение, что Desmodus draculae мог быть прообразом бога летучих мышей майя Камазотца. D. draculae мог также быть прообразом Каоеры — летучей мыши-кровопийцы размером с грифа из легенд племени мура, коренного народа Бразилии.